# Mattias Lundberg
Mattias Olof Lundberg, född 16 juni 1976 i Tjärstad i Östergötland, är en svensk professor i musikvetenskap vid Uppsala universitet. Han har gjort många folkbildande radio- och TV-program i ämnet. 

## Biografi
Lundberg är uppvuxen i Åtvidaberg, son till Lennart Lundberg och Margareta (född Fält). Efter gymnasiestudier vid Katedralskolan i Linköping 1995 avlade han kantorsexamen. Därefter följde studier i musikvetenskap, latin och konsthistoria, och han blev 2007 fil. dr. vid University of Liverpool. 2013 blev Lundberg docent i musikvetenskap vid Uppsala universitet, och 2015 professor i musikvetenskap där. För en bredare allmänhet är han framför allt känd genom TV-framträdanden och en lång rad folkbildande radioprogram om musikteori och musikhistoria.

### Verksamhet
Lundbergs forskning rör främst musik från den nordiska medeltiden, samt 1500- och 1600-talen. Han disputerade 2007 vid University of Liverpool på avhandlingen The tonus peregrinus in the polyphony of the Western church. Han verkade sedan vid raritetsavdelningen på Musik- och teaterbiblioteket samt som docent på institutionen för musikvetenskap vid Uppsala universitet. 2015 blev han den yngsta professorn i musikvetenskap i ämnets historia.
Lundberg ansvarade 2006–2011 för den svenska sektionen av Répertoire international des sources musicales, och satt i dess internationella samordningsorgan 2007–2008. I Sverige har han varit involverad i den uppmärksammade debatten om den svenska musikvetenskapens inriktning och framtid, bland annat i STM-online.
Lundberg var sekreterare i Svenska samfundet för musikforskning 2008–2015, redaktör för recensionsavdelningen på Svensk tidskrift för musikforskning 2009–2015 och sedan 2019 huvudredaktör för Svenskt gudstjänstliv.
Tillsammans med Esmeralda Moberg var han programledare för Sveriges Radio P2:s programserie Den svenska musikhistorien, och belönades 2015 med Stora radiopriset för sitt arbete med radioserien. Radioserien nominerades 2016 till Prix Europa, det europeiska radio- och TV-priset.
I programmet Fråga musikprofessorn i Sveriges Radio P2 svarar han tillsammans med journalisterna Maja Åström och Josefin Johansson på allmänhetens frågor om musik. Även detta program nominerades till Prix Europa, i Potsdam 2019, och fick där andra pris.
Lundberg är medlem av Drottningholms Barockensemble och har tillsammans med ensemblen omsatt musikvetenskaplig forskning och arkivfynd i återuruppföranden och rekonstruktioner av verk som inte spelats sedan 1600- och 1700-talen. 2019 höll han en introducerande föreläsning inför världspremiären av Missa super Lauda Jerusalem - det äldsta svenska liturgiska flerstämmiga verket med känd upphovsperson från 1598 – som framfördes av Ensemble Villancico i samarbete med Stockholm Early Music Festival.
Lundberg har haft en rad ämbets- och förtroendeuppdrag i universitet, stat, kungliga akademier och Svenska kyrkan, bland annat som ledamot av Uppsala domkapitel,, Kyrkomötet, Kungliga Musikaliska akademien, Statens kulturråd och Statens musikverks konstnärliga råd.
Han var musikalisk expert i den statliga utredningen "En kulturkanon för Sverige".

## Priser och utmärkelser
- Harald Göranssons stipendium från Kungliga Musikaliska Akademien 2013[22]
- Filéns legat från Uppsala universitet 2013[23]
- Stora radiopriset 2015[24]
- Ledamot i Sveriges unga akademi 2015–2020[25]
- Ledamot i Kungliga musikaliska akademien 2019[26]
- Passiv medlem i Föreningen svenska tonsättare 2019[27]
- Andra pris i Prix Europa (Europeiska radio- och TV-priset) 2019[28]
- Ledamot i Kungliga Humanistiska Vetenskapssamfundet i Uppsala 2020
- Ledamot i Kungliga Vetenskapssamhället i Uppsala 2020
- H. M. Konungens medalj i åttonde storleken med Serafimerordens band 2023[29]
- Hedersledamot vid Östgöta nation, Uppsala 2024